# El Clásico
El Clásico (em espanhol, pronúncia espanhola: [el ˈklasiko]) ou El Clàssic (em catalão, pronúncia catalã: /əl ˈklasik/), ambos significando "O Clássico", é o confronto entre Barcelona e Real Madrid, os dois maiores clubes de futebol da Espanha. É considerado um dos maiores jogos de futebol entre clubes do mundo e está entre os eventos esportivos anuais mais vistos.

## História

### Rivalidade
A rivalidade entre estes clubes transcende campos futebolísticos, dado o Real Madrid representar psicologicamente a realeza e o poder centralizador de Madrid e o Barcelona representar o povo catalão e o seu desejo de independência, com todas as variáveis que pode haver nesse desejo. Daí a intensidade desta rivalidade, pois, diferente da maioria dos países onde os principais clássicos envolvem clubes da mesma cidade, a rivalidade deste clássico envolve filosofias de entendimento políticas distintas e contrárias, e talvez, por isto, seja o clássico de maior rivalidade da Europa. Ambos os clubes se odeiam mais do que aos rivais de cidade - o Atlético de Madrid (Real Madrid) e o Espanyol (Barcelona).
Segundo algumas interpretações, o ditador Francisco Franco tolerava as manifestações pró-Catalunha nas partidas do Barcelona, onde costuma ser cantado o hino da Catalunha e desfraldadas diversas bandeiras catalãs, pois seria mais fácil controlar os manifestantes reunidos em um estádio de futebol do que espalhados pelas ruas.
As animosidades, entretanto, só se incendiaram após Alfredo di Stéfano, contratado em 1953 pelo Barcelona, assinar polemicamente com o Real, em decadência, que logo teria anos de ouro e conquistas com o jogador argentino.
A primeira partida entre FC Barcelona e Real Madrid CF, foi disputada no dia 13 de Maio de 1902 nas semifinais da antiga Copa de la Coronación, precedente da atual Copa do Rei e o Barcelona venceu este jogo por 3 a 1.
Em 1968, após vitória do FC Barcelona por 1 a 0 no Santiago Bernabéu em uma final de Copa, tendo havido reclamações por um possível pênalti não assinalado a favor do Real Madrid CF, o público madridista atirou garrafas e diversos objetos ao gramado, causando tanto tumulto que desde então foram proibidas vendas de garrafas nos estádios espanhóis.
Pouco mais de trinta anos depois, foi a vez da torcida do Barça atirar objetos para o campo; o motivo era a presença de Luís Figo no Camp Nou. O português, quando jogador do Barcelona, tornara-se um ídolo para os torcedores, que passaram a detestá-lo quando ele se transferiu para o arquirrival em 2000. Entre os objetos encontrou-se até a cabeça de um porco.

## Jogos históricos

### 1968: Clássico das Garrafas
Os catalães venceram a final da Copa do Rei em pleno Santiago Bernabéu. Mas os madridistas reclamaram de um pênalti não marcado pelo árbitro. Os torcedores arremessaram garrafas e outros objetos ao gramado para protestar. A chuva de vidros foi responsável pela proibição de vendas de garrafas em todos os estádios espanhóis.

### 1983: Golaço de Maradona
Pela extinta Copa da Liga Espanhola, Real Madrid e Barcelona empataram em 2×2 no dia 26 de junho de 1983 no Santiago Bernabéu e o destaque ficou para o gol de placa anotado por Diego Maradona. O craque argentino que defendia o Clube Catalão recebeu em profundidade, arrancou com a bola nos pés, passou pelo goleiro Agustín e com o gol vazio ainda teve tempo de deixar o desesperado Juan José se chocar com a trave de forma constrangedora. Golaço! Os torcedores da equipe merengue abismados com o lance deixaram de lado a rivalidade e protagonizaram uma das mais belas cenas do clássico tendo gritado o nome do jogador argentino após o gol.

### 1994: A marca de Romário
A equipe do Barcelona ficou conhecida como “time dos sonhos” no começo da década de 1990. Treinada por Cruyff, ídolo na década de 1970, tinha nomes como Zubizarreta, Michael Laudrup e Romário. Em 1994, num superclássico no Camp Nou, os catalães venceram por 5 a 0, com três gols e uma assistência do baixinho, que seria tetracampeão mundial com o Brasil naquele mesmo ano.

### 1995: Revanche
A vingança do clube meregue não demorou muito tempo. Na temporada seguinte, em 1995, o time de Madrid venceu no Santiago Bernabéu com o mesmo placar, 5 a 0. Na época, o jogador mais comentado era Michael Laudrup, que havia trocado o Barcelona pelo Real Madrid. Mas o destaque da partida foi Ivan Zamorano – o chileno fez os três primeiros gols da partida, todos antes do intervalo.

### 1998: Banana brasileira
O Barcelona não brilhou, mas arrancou uma vitória na casa do arquirrival. O time catalão chutou pouquíssimo ao gol, mas foi eficaz nos raros disparos que conseguiu efetuar. A partida estava empatada em 2 a 2 quando o brasileiro Giovanni marcou o terceiro gol e saiu dando “bananas” para torcida adversária. Os catalães, é claro, adoraram.

### 2000: O retorno de "Judas" ao Camp Nou
Luis Figo era um dos maiores ídolos do Barcelona no final da década de 90. Com a camisa 7 blaugrana conquistou respeito e credibilidade no mundo do futebol.
Tudo corria bem, até que, após 5 anos de sucesso pelo clube catalão, Figo fez algo até hoje imperdoável para os culés. O português decidira, no verão de 2000, trocar Barcelona por Madrid, pela bagatela de 60 milhões de euros.
No coração dos barcelonistas, o jogador desprezou toda a história do clube, todo o amor da torcida, para se tornar atleta do maior rival, esportiva e politicamente, a partir daquele verão deixara de ser idolatrado e passava a ser uma das figuras mais odiadas pelos torcedores do Barça.
O reencontro veio no dia 21 de outubro de 2000, quando mais de cem mil torcedores culés lotaram o Camp Nou, não só para apoiar o Barcelona como de costume, mas também para propiciarem a Luis Figo o que certamente foi o pior dia em campo de sua vida. Chamado de Judas, mercenário e ‘pesetero’ (em alusão a moeda espanhola na época), o então camisa 10 do clube merengue pôde ver dezenas de faixas ofensivas a ele.
Em sua entrada ao campo do estádio Figo levou uma das maiores vaias já ouvidas na história, o barulho era tanto que o jogador chegou a colocar os dedos nos ouvidos para abafar a barulheira a ele direcionada. As vaias não se limitaram ao pré-jogo, a cada toque do jogador na bola ela se repetia e, talvez por reflexo disso, o jogador fez uma péssima partida, na vitória culé por 2 a 0.

### 2002: Fim do tabu no Camp Nou
Em 2002 Real Madrid e Barcelona fizeram um duelo histórico na semifinal da Liga dos Campeões da UEFA. O Real Madrid que não vencia o Barcelona no Camp Nou há 19 anos surpreendeu o time catalão e venceu o jogo de ida disputado no campo do adversário por 2 a 0, Zidane e McManaman garantiram a importante vitória do time merengue. Um empate em casa garantiu a classificação para a final do torneio.

### 2005: Clássico dos Aplausos
Era o dia 19 de novembro de 2005. O FC Barcelona visitava o estádio Santiago Bernabéu para mais um clássico da Liga Espanhola. A equipe culé, treinada pelo holandês Frank Rijkaard e liderada por um genial Ronaldinho, chegou na capital espanhola em grande forma e como favorita. Mas ninguém esperava que o ocorrido naquele dia fosse ficar para sempre na história do futebol mundial.
Ronaldinho protagonizou uma atuação memorável, marcou dois golaços e foi aplaudido de pé pelo torcedor do Real Madrid presente no estádio merengue. O Barça venceu por 3 a 0 e Samuel Eto'o foi o responsável por abrir o placar a favor do Barça. Para muitos, foi a melhor apresentação individual do brasileiro na carreira e lhe garantiu a Bola de Ouro daquele ano.

### 2007: Messi brilha no Camp Nou
Nem sempre um empate é sinônimo de jogo ruim. Com os dois times eliminados da Liga dos Campeões da UEFA, vencer o clássico no Campeonato Espanhol era obrigação. O argentino Lionel Messi, que tinha apenas 19 anos, foi o grande destaque do jogo. Ele e o neerlandês Van Nistelrooy fizeram um gol cada logo no primeiro tempo. Na segunda etapa, Sergio Ramos fez o terceiro do Real, mas Messi voltou a empatar, aos 45 minutos.

### 2008: Clássico do Espírito Esportivo
Faltando apenas duas rodadas para o fim do Campeonato Espanhol, o Real Madrid já era o campeão da temporada. Ao entrar no gramado do Bernabéu, o time merengue foi recebido com palmas num corredor formado pelos jogadores do Barcelona, o Real Madrid não retribuiu a gentileza e goleou o rival por 4 a 1.

### 2009: Passeio no Bernabéu
Jogando em casa, o Real Madrid saiu na frente com gol do argentino Gonzalo Higuaín, mas o Barça respondeu com três gols antes mesmo do intervalo. A partida terminou com o placar elástico de 6 a 2 a favor dos catalães. Foi uma das maiores goleadas do rival no Santiago Bernabéu e a vitória praticamente assegurou o título de campeão espanhol para o Barça naquela temporada.

### 2010: Show catalão
Em 29 de novembro de 2010 os rivais se enfrentaram pela 13° rodada do Campeonato Espanhol num duelo que valia a liderança da competição. Antes mesmo do jogo já havia algo diferente na atmosfera do estádio. Era Uma noite de segunda-feira, mas mesmo assim o Camp Nou recebia uma público de quase 100 mil pessoas, em razão do aniversário de 111 anos do clube catalão. Havia ainda mais dois duelos envolvidos no mesmo jogo: era o primeiro encontro entre Messi e Cristiano Ronaldo na temporada, e também existia o clima de rivalidade entre os técnicos José Mourinho e Pep Guardiola.
As equipes entraram em campo no maior clima de rivalidade possível, mas nem o mais otimista torcedor catalão esperava tamanha superioridade do clube para superar o arquirrival. Com show de Messi, Xavi, Iniesta e Puyol o Barcelona teve uma facilidade incrível para vencer o duelo e aplicou uma sonora goleada no time merengue. A partida acabou 5 a 0, os gols foram marcados por David Villa - duas vezes -, Xavi, Pedro e Jefreen.
O resultado colocou o Barça na liderança do espanhol e ainda manteve o tabu de cinco partidas seguidas que o Real Madrid não consegue vencer o rival.

### 2011: Liga dos Campeões
Na temporada de 2010-11 os rivais disputaram uma vaga na final da Liga dos Campeões da UEFA. Com dois gols do argentino Messi, o Barcelona derrotou o Real Madrid por 2 a 0 em pleno Santiago Bernabéu. Assim, o Barcelona ficou perto de disputar a final da Liga dos Campeões. Na partida de volta, no Camp Nou, o time catalão empatou em 1 a 1 com os merengues, assim eliminou seu arquirrival e de quebra ainda conquistou o título mais cobiçado do velho continente.

### 2012: Se acomodaram no Camp Nou
Durante o campeonato espanhol, o Real Madrid, já à frente na tabela, enfrentou o Barcelona, então segundo colocado, e garantiu mais um triunfo dentro do Camp Nou, derrotando a equipe culé por 2 a 1 e se isolando ainda mais para a conquista do título, que veio poucos jogos depois.

### 2013: Doblete de Cristiano Ronaldo
Diante de uma semifinal de Copa do Rei em pleno Camp Nou, todos esperavam pelo brilho e protagonismo de Messi, mas do outro lado um outro herói permanecia calado sem aparecer nos holofotes, Cristiano Ronaldo estava quieto. Mas foi só começar a partida para o português brilhar, logo aos 13 minutos já abriu o placar com gol de pênalti. O Real Madrid derrotou o Barcelona por 3 a 1 em pleno Camp Nou, com dois de Cristiano Ronaldo.

### 2013: Primeira vez de Neymar
Em novembro de 2013 a jóia do Santos, que havia sido contratado pelo Barcelona em agosto do mesmo ano, atuou pela primeira vez num El Clássico. A partida válida pelo Campeonato Espanhol ocorreu no Camp Nou e contou com uma atuação brilhante do camisa 11 que fez seu primeiro gol sobre a equipe merengue e ainda deu assistência para o chileno Alexis Sánchez definir o placar de 2x1 a favor do time catalão.

### 2014: Hat-Trick de Messi
Em 23 de Março de 2014, mais um show dos culés em pleno Santiago Bernabéu, com direito a uma atuação histórica de Lionel Messi.
No jogo válido pela La Liga o Barcelona saiu na frente com gol de Iniesta após belo passe de Messi. Ainda no primeiro tempo, o Real Madrid virou o jogo com dois gols de Benzema, mas o Barcelona conseguiu empatar com gol de Messi. 
No Segundo tempo, o Real Madrid voltou a ficar na frente após pênalti polêmico cobrado por Cristiano Ronaldo. Mas o Barcelona voltou a ficar na frente após pênalti marcado de Sergio Ramos (que gerou a expulsão do mesmo) em cima de Neymar após um belo passe de Messi, gol de pênalti de Messi, novamente outro pênalti de Xabi Alonso em cima de Iniesta, gol de Messi. Placar final, Real Madrid 3x4 Barcelona. Messi levou a bola para casa após 3 gols e 1 assistência, em um lendário Hat-Trick dentro do estádio do rival.

### 2015: Mais uma do Barça
Em 21 de novembro de 2015 ocorreu mais uma goleada histórica do Barcelona sobre seu rival em pleno Bernabéu. Desta vez o time catalão nem precisou de seu camisa 10 para destruir os merengues. Com Neymar, Suárez e Iniesta inspiradíssimos, os catalães golearam por 4 a 0 numa exibição de gala, na qual foram senhores do jogo por todo o tempo. O brasileiro marcou o seu, deu passe para o espanhol fazer um golaço, e o uruguaio deixou dois. Aos merengues, de um Cristiano Ronaldo abatido e sem reação, restou apenas correr atrás da bola.

### 2017: 500 vezes Messi
Numa noite histórica em 23 de abril, o Barcelona conquista uma importante vitória na casa de seu rival por 3x2. O principal destaque da partida ficou por conta do argentino Messi. Com dois gols, um deles no último minuto da partida, ele garantiu a vitória e manteve o time catalão na briga pelo Espanhol. Lionel Messi não marcava contra o Real Madrid há seis jogos. Mas nesta partida a história mudou. Ele não só quebrou o jejum como garantiu a vitória e chegou a incrível marca de 500 gols em partidas oficiais pelo Barcelona. Ao marcar o gol da vitória, Messi tirou a camisa e a exibiu em triunfo ao Bernabéu atônito.

### 2017: Show Merengue
Em agosto de 2017 Barcelona e Real iniciaram a temporada espanhola na disputa da Supercopa da Espanha. As duas equipes viviam momentos bem diferentes, o que apontava para um amplo favoritismo do Real Madrid, que havia conquistado os títulos do Campeonato Espanhol e o bi da Liga dos Campeões da UEFA na temporada anterior, já o Barcelona, após uma temporada sem grandes conquistas perdeu também uma de suas maiores estrelas, o brasileiro Neymar. O jogo de ida acabou com uma expressiva vitória madrilenha por 3x1 em pleno Camp Nou, com destaque para Cristiano Ronaldo, que além de ter marcado um belíssimo gol, acabou chamando atenção na sua comemoração e depois foi expulso por ter simulado um penalti. Na partida de volta, mesmo com sua principal estrela ausente, o Real Madrid dominou o jogo e venceu por 2x0 no Santiago Bernabéu.

### 2017: Show Blaugrana
Em dezembro de 2017 Barcelona e Real se enfrentaram na La Liga, no último jogo do ano das duas equipes, o Barcelona vinha como líder da competição enquanto o Real Madrid estava apenas na quarta colocação do campeonato. A partida começa e, logo no início o Real teve um gol anulado corretamente e o primeiro tempo acaba sem muitas emoções, o segundo começa e a equipe catalã não toma conhecimento dos madrilenos, aos 18 minutos já ganhava por 2x0 e com um jogador a mais pela expulsão de Carvajal, a partida acaba com Lionel Messi dando a assistência para o último gol na vitória de 3x0 sobre os merengues em pleno Santiago Bernabéu, o argentino ainda foi considerado o melhor da partida ao final do jogo, em que marcou um gol e deu uma assistência.

### 2018: El Clásico em guerra
Em Maio de 2018, durante a 36º Rodada da Liga BBVA, Barcelona e Real Madrid se encontravam novamente no Camp Nou. A expectativa era de mais um grande clássico, desta vez diante de um Barcelona inspirado, os catalães vinham de uma invencibilidade de 35 Jogos no espanhol, liderando o campeonato. Já o Real Madrid, que começou mal a competição, quase chegando a ficar fora dos 4 primeiros colocados, vinha aliviado de uma classificação para a final da Champions League após uma vitória sob o Bayern de Munique. Porém, Ninguém esperava que o campo se tornaria um verdadeiro octógono. Aos 10 minutos do 1º tempo o Barça abriu o Placar, 4 minutos depois o Real empata com Cristiano Ronaldo, mancando após o gol por uma chegada forte de Piqué, mas nada grave. Aos 31º min. do 1º tempo começam as desavenças, Modric e Alba se estranham, aos 34 min. Bale chega forte em Iniesta, aos 43º min. Suárez e Sergio Ramos trocam xingamentos, no minuto seguinte, Messi chega forte e levanta o Zagueiro espanhol, aos 47º min. Sergi Roberto acerta um murro em Marcelo e acaba sendo expulso de campo. No 2º tempo os ânimos permanecem altos, mas nada que atrapalhasse os dois times. Mesmo com um a menos, após um lance polêmico, Suárez serve Messi que amplia, mas Bale empata para os merengues com direito a golaço. A partida acaba com o empate de 2 a 2, e a invencibilidade dos catalães permanece. Esse, que, então, tenha sido um dos clássicos mais violentos entre todos já ocorridos.

### 2018: El Pistolero
Em outubro de 2018, durante a 10ª Rodada da La Liga, Barcelona e Real Madrid se encontravam no Camp Nou, desta vez pela temporada 2018/19. O Real Madrid vinha de péssimos resultados naquele período e as expectativas estavam todas a favor do Barcelona, que não decepcionou e aplicou uma goleada histórica de 5x1 sem tomar conhecimento do rival madrileno. 
Na ocasião, Lionel Messi, o principal astro do clube catalão, sofrera uma lesão dias antes do clássico, em uma partida contra o Sevilla, e não se recuperou a tempo de disputar o jogo. Contudo, apesar desta desvantagem culé, Luis Suárez tomou a responsabilidade para si, marcando um hat-trick na partida, dando um show futebolístico e fazendo com que a ausência de Messi não fosse sentida pelo clube catalão. 
Philippe Coutinho e Arturo Vidal foram os autores dos outros gols blaugranas, marcando aos 11' e aos 87' respectivamente; enquanto Marcelo fez o gol merengue aos 50', quando já estava 2x0 para o Barcelona.

### 2022: Baile de “La Xavineta” no Bernabéu
Em março de 2022, durante a 29ª Rodada da La Liga, Real Madrid e Barcelona se encontravam no Santiago Bernabéu, desta vez pela temporada 2021/22. O Real Madrid de Carlo Ancelotti, líder do campeonato, enfrentava a equipe catalã comandada pelo agora técnico Xavi, ex-jogador que já havia enfrentado a equipe madrilena diversas vezes pelo Barça, que vinha de uma boa fase e sequência de vitórias significativas, como um 4x0 sobre o Athletic Bilbao, 4x1 sobre o Valencia no Mestalla, 4x2 sobre o Napoli no Diego Armando Maradona etc. A expectativa era de jogão, pois o líder Real vinha de uma histórica classificação sobre o Paris Saint Germain na Champions League, ganhando de 3x1 no Bernabéu após perder o jogo de ida em Paris, e o Barça numa ótima fase, porém o favoritismo ainda era do mandante que vinha com força máxima para o El Clásico, com o habilidoso Vinícius Jr., o marcador Casemiro, os meias Luka Modrić e Toni Kroos, o goleiro Courtois, o zagueiro Éder Militão e outros craques. Já o Barcelona vinha com a jóia Pedri, o artilheiro Aubameyang, o pontas Ferran Torres e Dembelé, o goleiro Ter Stegen e etc. O Real Madrid, porém, vinha sem seu grande craque Karim Benzema, artilheiro de time que havia, inclusive, marcado um hat-trick na classificação sobre o PSG e estava lesionado.
Após o apito inicial, o Barcelona surpreendeu e controlou o jogo, sem chances para o Real Madrid. Após a pressão sufocante, Aubameyang abriu o placar para os blaugrana com 29 minutos de primeiro tempo. Ainda na primeira etapa, Ronald Araújo marcou, de cabeça, o segundo aos 38. No segundo tempo, Ferran Torres fez o terceiro aos 2 minutos e aos 6 Aubameyang, de novo, selou a vitória catalã. Goleada do Barça de Xavi sobre o Real de Ancelotti em pleno Bernabéu lotado.

## Jogadores que passaram pelos dois clubes
| Barcelona para o Real Madrid - 1902: Alfonso Albéniz - 1906: José Quirante - 1911: Alfonso Albéniz - 1911: Arsenio Comamala - 1913: Walter Rozitsky - 1930: Ricardo Zamora (via Espanyol) - 1932: Josep Samitier - 1950: Alfonso Navarro - 1961: Justo Tejada - 1962: Evaristo - 1965: Fernand Goyvaerts - 1988: Bernd Schuster - 1990: Luis Milla - 1992: Nando - 1994: Michael Laudrup - 1995: Miquel Soler (via Sevilla) - 2000: Luís Figo - 2000: Albert Celades (via Celta de Vigo) - 2002: Ronaldo (via Inter de Milão) - 2007: Javier Saviola | Real Madrid para o Barcelona - 1905: Luciano Lizarraga - 1939: Hilario (via Valencia) - 1961: Jesús María Pereda (via Real Valladolid, antes Sevilla) - 1965: Lucien Muller - 1980: Lorenzo Amador (via Hércules) - 1994: Gheorghe Hagi (via Brescia) - 1994: Julen Lopetegui (via Logroñés) - 1995: Robert Prosinečki (via Real Oviedo) - 1996: Luis Enrique - 1999: Dani García (via Mallorca) - 2000: Alfonso Pérez (via Real Betis) - 2004: Samuel Eto'o (via Mallorca) - 2022: Marcos Alonso (via Chelsea) |

## Estatísticas
| Competição             | Jogos | Vitórias | Vitórias | Empates | Gols | Gols |
| Competição             | Jogos | RMA      | BAR      | Empates | RMA  | BAR  |
| ---------------------- | ----- | -------- | -------- | ------- | ---- | ---- |
| = La Liga              | 190   | 79       | 76       | 35      | 307  | 309  |
| Copa de la Coronación  | 1     | 0        | 1        | 0       | 1    | 3    |
| Copa del Rey           | 38    | 13       | 17       | 8       | 71   | 71   |
| Copa da Liga Espanhola | 6     | 0        | 2        | 4       | 8    | 13   |
| Supercopa da Espanha   | 17    | 10       | 6        | 2       | 40   | 29   |
| Liga dos Campeões      | 8     | 3        | 2        | 3       | 13   | 10   |
| Todas as competições   | 261   | 105      | 104      | 52      | 440  | 435  |
| Amistosos              | 44    | 6        | 26       | 12      | 56   | 106  |
| Todos os jogos         | 305   | 111      | 130      | 64      | 496  | 541  |

### Goleadas (5+ gols)
| 10 | Real Madrid 11–1 Barcelona | 19 de junho de 1943     | Copa del Rey |
| 6  | Real Madrid 8–2 Barcelona  | 3 de fevereiro de 1935  | La Liga      |
| 5  | Barcelona 7–2 Real Madrid  | 24 de setembro de 1950  | La Liga      |
| 5  | Barcelona 6–1 Real Madrid  | 19 de maio de 1957      | Copa del Rey |
| 5  | Real Madrid 6–1 Barcelona  | 18 de setembro de 1949  | La Liga      |
| 5  | Barcelona 5–0 Real Madrid  | 21 de abril de 1935     | La Liga      |
| 5  | Barcelona 5–0 Real Madrid  | 25 de março de 1945     | La Liga      |
| 5  | Real Madrid 5–0 Barcelona  | 5 de outubro de 1953    | La Liga      |
| 5  | Real Madrid 0–5 Barcelona  | 17 de fevereiro de 1974 | La Liga      |
| 5  | Barcelona 5–0 Real Madrid  | 8 de janeiro de 1994    | La Liga      |
| 5  | Real Madrid 5–0 Barcelona  | 7 de janeiro de 1995    | La Liga      |
| 5  | Barcelona 5–0 Real Madrid  | 29 de novembro de 2010  | La Liga      |

### Finais oficiais
Ao longo da história, Real Madrid e Barcelona já decidiram 19 finais de campeonatos oficiais, sendo 8 pela Copa del Rey, 10 pela Supercopa da Espanha e 1 pela Copa da Liga Espanhola. A vantagem é do time de Madrid que ganhou 11 de 19 Finais:
Copa del Rey de 1935–36 - Real Madrid Campeão (1).
Copa del Rey de 1967–68 - Barcelona Campeão (1).
Copa del Rey de 1973–74 - Real Madrid Campeão (2).
Copa del Rey de 1982–83 - Barcelona Campeão (2).
Copa da Liga Espanhola de 1982-83 - Barcelona Campeão (3).
Supercopa da Espanha de 1987-88 - Real Madrid Campeão (3).
Copa del Rey de 1989–90 - Barcelona Campeão (4).
Supercopa da Espanha de 1989-90 - Real Madrid Campeão (4).
Supercopa da Espanha de 1992-93 - Real Madrid Campeão (5).
Supercopa da Espanha de 1996-97 - Real Madrid Campeão (6).
Copa del Rey de 2010–11 - Real Madrid Campeão (7).
Supercopa da Espanha de 2010-11 - Barcelona Campeão (5).
Supercopa da Espanha de 2011-12 - Real Madrid Campeão (8).
Copa del Rey de 2013–14 - Real Madrid Campeão (9).
Supercopa da Espanha de 2016-17 - Real Madrid Campeão (10).
Supercopa da Espanha de 2022-23 - Barcelona Campeão (6).
Supercopa da Espanha de 2023-24 - Real Madrid Campeão (11).
Supercopa da Espanha de 2024–25 - Barcelona Campeão (7).
Copa del Rey de 2024–25 - Barcelona Campeão (8)

## Recordes

### Mais hat-tricks
- 4 jogadores conseguiram marcar mais que um hat-trick: Santiago Bernabéu, Jaime Lazcano, Ferenc Puskás e Lionel Messi marcaram dois hat-tricks na história do El Clásico (2).

### Mais assistências
Lionel Messi é o jogador com o maior número de assistências na história do El Clásico (14).

### Maior artilheiro
Lionel Messi é o jogador com o maior número de gols na história do El Clásico (26).

### Melhores marcadores
- Jogadores em negrito ainda estão ativos no Real Madrid ou no Barcelona.

| Jogador            | Clube                   | La Liga | Copa | Supercopa | Copa da Liga | Champions | Total |
| ------------------ | ----------------------- | ------- | ---- | --------- | ------------ | --------- | ----- |
| Lionel Messi       | Barcelona               | 18      | —    | 6         | —            | 2         | 26    |
| Alfredo Di Stéfano | Real Madrid             | 14      | 2    | —         | —            | 2         | 18    |
| Cristiano Ronaldo  | Real Madrid             | 9       | 5    | 4         | —            | —         | 18    |
| Karim Benzema      | Real Madrid             | 8       | 4    | 4         | —            | —         | 16    |
| Raúl               | Real Madrid             | 11      | —    | 3         | —            | 1         | 15    |
| César              | Barcelona               | 12      | 2    | —         | —            | —         | 14    |
| Francisco Gento    | Real Madrid             | 10      | 2    | —         | —            | 2         | 14    |
| Ferenc Puskás      | Real Madrid             | 9       | 2    | —         | —            | 3         | 14    |
| Santillana         | Real Madrid             | 9       | 2    | —         | 1            | —         | 12    |
| Luis Suárez        | Barcelona               | 9       | 2    | —         | —            | —         | 11    |
| Hugo Sánchez       | Real Madrid             | 8       | —    | 2         | —            | —         | 10    |
| Juanito            | Real Madrid             | 8       | —    | —         | 2            | —         | 10    |
| José Samitier      | Barcelona / Real Madrid | 4       | 6    | —         | —            | —         | 10    |

### Jogadores por partidas disputadas
- Jogadores em negrito ainda estão ativos no Real Madrid ou no Barcelona.

| Jogador           | Clube             | Total | La Liga | Copa | Copa da Liga | Supercopa | Champions |
| ----------------- | ----------------- | ----- | ------- | ---- | ------------ | --------- | --------- |
| Sergio Busquets   | F. C. Barcelona   | 48    | 29      | 10   | —            | 7         | 2         |
| Sergio Ramos      | Real Madrid C. F. | 45    | 31      | 7    | —            | 6         | 1         |
| Lionel Messi      | F. C. Barcelona   | 45    | 29      | 8    | —            | 6         | 2         |
| Karim Benzema     | Real Madrid C. F. | 43    | 27      | 8    | —            | 8         | —         |
| Paco Gento        | Real Madrid C. F. | 42    | 31      | 7    | —            | —         | 4         |
| Manolo Sanchís    | Real Madrid C. F. | 42    | 29      | 3    | 2            | 8         | —         |
| Xavi Hernández    | F. C. Barcelona   | 42    | 29      | 6    | —            | 4         | 3         |
| Gerard Piqué      | F. C. Barcelona   | 40    | 24      | 7    | —            | 7         | 2         |
| Andrés Iniesta    | F. C. Barcelona   | 38    | 25      | 6    | —            | 5         | 1         |
| Luka Modrić       | Real Madrid C. F. | 38    | 25      | 7    | —            | 6         | —         |
| Fernando Hierro   | Real Madrid C. F. | 37    | 25      | 10   | —            | —         | 2         |
| Raúl González     | Real Madrid C. F. | 37    | 31      | 4    | —            | —         | 2         |
| Iker Casillas     | Real Madrid C. F. | 37    | 27      | 4    | —            | 4         | 2         |
| Santillana        | Real Madrid C. F. | 35    | 28      | 7    | —            | —         | —         |
| Míchel            | Real Madrid C. F. | 34    | 23      | 11   | —            | —         | —         |
| Carles Puyol      | F. C. Barcelona   | 32    | 26      | 3    | —            | —         | 3         |
| Joan Segarra      | F. C. Barcelona   | 31    | 21      | 10   | —            | —         | —         |
| Pirri             | Real Madrid C. F. | 31    | 27      | 4    | —            | —         | —         |
| Marcelo Vieira    | Real Madrid C. F. | 31    | 21      | 2    | —            | 6         | 2         |
| Cristiano Ronaldo | Real Madrid C. F. | 30    | 18      | 5    | —            | 5         | 2         |
| / Di Stéfano      | Real Madrid C. F. | 30    | 20      | 6    | —            | —         | 4         |
| Migueli           | F. C. Barcelona   | 30    | 25      | —    | —            | —         | —         |
| Emilio Butragueño | Real Madrid C. F. | 30    | 22      | 8    | —            | —         | —         |

### Hat-tricks
Até 11 de maio de 2025, 25 jogadores diferentes fizeram um hat-trick nos jogos do El Clásico. 17 dos 29 hat-tricks vieram de jogadores do Real Madrid.
| #   | Jogador           | Time        | Placar   | Data                   | Competição                      | Estádio                                 |
| --- | ----------------- | ----------- | -------- | ---------------------- | ------------------------------- | --------------------------------------- |
| 1.  | Santiago Bernabéu | Real Madrid | 4–1 (C)  | 2 de abril de 1916     | 1916 Copa del Rey               | Estadio de O'Donnell                    |
| 2.  | Luis Belaunde     | Real Madrid | 6–6 (N)  | 13 de abril de 1916    | 1916 Copa del Rey               | Campo de O'Donnell (Atlético de Madrid) |
| 3.  | Paulino Alcántara | Barcelona   | 6–6 (N)  | 13 de abril de 1916    | 1916 Copa del Rey               | Campo de O'Donnell (Atlético de Madrid) |
| 4.  | Santiago Bernabéu | Real Madrid | 6–6 (N)  | 13 de abril de 1916    | 1916 Copa del Rey               | Campo de O'Donnell (Atlético de Madrid) |
| 5.  | José Samitier     | Barcelona   | 1–5 (F)  | 18 de abril de 1926    | 1926 Copa del Rey               | Estadio Chamartín                       |
| 6.  | Jaime Lazcano     | Real Madrid | 5–1 (C)  | 30 de março de 1930    | 1929–30 La Liga                 | Estadio Chamartín                       |
| 7.  | Juan Ramón        | Barcelona   | 3–1 (C)  | 5 de abril de 1931     | 1930–31 La Liga                 | Camp de les Corts                       |
| 8.  | Jaime Lazcano     | Real Madrid | 8–2 (C)  | 3 de fevereiro de 1935 | 1934–35 La Liga                 | Estadio Chamartín                       |
| 9.  | Ildefonso Sañudo4 | Real Madrid | 8–2 (C)  | 3 de fevereiro de 1935 | 1934–35 La Liga                 | Estadio Chamartín                       |
| 10. | Martí Ventolrà4   | Barcelona   | 5–0 (C)  | 21 de abril de 1935    | 1934–35 La Liga                 | Estádio Les Corts                       |
| 11. | Sabino Barinaga4  | Real Madrid | 11–1 (C) | 13 de junho de 1943    | 1943 Copa del Rey               | Estadio Chamartín                       |
| 12. | Pruden Sánchez    | Real Madrid | 11–1 (C) | 13 de junho de 1943    | 1943 Copa del Rey               | Estadio Chamartín                       |
| 13. | Pahiño            | Real Madrid | 6–1 (C)  | 18 de setembro de 1949 | 1949–50 La Liga                 | Estadio Chamartín                       |
| 14. | Jesús Narro       | Real Madrid | 4–1 (C)  | 14 de janeiro de 1951  | 1950–51 La Liga                 | Estadio Chamartín                       |
| 15. | César Rodríguez   | Barcelona   | 4–2 (C)  | 2 de março de 1952     | 1951–52 La Liga                 | Estádio Les Corts                       |
| 16. | Eulogio Martínez4 | Barcelona   | 6–1 (C)  | 19 de maio de 1957     | 1957 Copa del Rey               | Estádio Les Corts                       |
| 17. | Evaristo          | Barcelona   | 4–0 (C)  | 26 de outubro de 1958  | 1958–59 La Liga                 | Camp Nou                                |
| 18. | Ferenc Puskás     | Real Madrid | 1–5 (F)  | 27 de janeiro de 1963  | 1962–63 La Liga                 | Camp Nou                                |
| 19. | Ferenc Puskás     | Real Madrid | 4–0 (C)  | 30 de março de 1964    | 1963–64 La Liga                 | Santiago Bernabéu                       |
| 20. | Amancio           | Real Madrid | 4–1 (C)  | 8 de novembro de 1964  | 1964–65 La Liga                 | Santiago Bernabéu                       |
| 21. | Gary Lineker      | Barcelona   | 3–2 (C)  | 31 de janeiro de 1987  | 1986–87 La Liga                 | Camp Nou                                |
| 22. | Romário           | Barcelona   | 5–0 (C)  | 8 de janeiro de 1994   | 1993–94 La Liga                 | Camp Nou                                |
| 23. | Iván Zamorano     | Real Madrid | 5–0 (C)  | 7 de janeiro de 1995   | 1994–95 La Liga                 | Santiago Bernabéu                       |
| 24. | Lionel Messi      | Barcelona   | 3–3 (C)  | 10 de março de 2007    | 2006–07 La Liga                 | Camp Nou                                |
| 25. | Lionel Messi      | Barcelona   | 3–4 (F)  | 23 de março de 2014    | 2013–14 La Liga                 | Santiago Bernabéu                       |
| 26. | Luis Suárez       | Barcelona   | 5–1 (C)  | 28 de outubro 2018     | 2018–19 La Liga                 | Camp Nou                                |
| 27. | Karim Benzema     | Real Madrid | 0-4 (F)  | 5 de abril 2023        | Copa del Rey de 2022–23         | Camp Nou                                |
| 28. | Vinícius Júnior   | Real Madrid | 4–1 (N)  | 14 de janeiro 2024     | Supercopa da Espanha de 2023–24 | Estádio Universitário Rei Saud          |
| 29. | Kylian Mbappé     | Real Madrid | 4-3 (F)  | 11 de maio 2025        | 2024–25 La Liga                 | Estádio Olímpico Lluís Companys         |

Note
4 = 4 gols marcados; (C) = Casa, (F) = Fora, (N) = Localização neutra; Pontuação da equipe da casa listada primeiro.

## Comparativo de títulos
Listagem de competições oficiais, nos âmbitos nacional e internacional, e respectivo número de títulos conquistados por FC Barcelona e Real Madrid CF.
| Competições Internacionais                      | FC Barcelona | Real Madrid CF |
| ----------------------------------------------- | ------------ | -------------- |
| Mundial de Clubes da FIFA/Copa Intercontinental | 3            | 9              |
| Liga dos Campeões da UEFA                       | 5            | 15             |
| Recopa Europeia                                 | 4            | -              |
| Liga Europa da UEFA                             | -            | 2              |
| Supercopa da UEFA                               | 5            | 6              |
| Copa de Feiras                                  | 3            | 0              |
| Total Internacional                             | 20           | 32             |
| Competições Nacionais                           | FC Barcelona | Real Madrid CF |
| Campeonato Espanhol                             | 28           | 36             |
| Copa do Rei da Espanha                          | 32           | 20             |
| Copa da Liga Espanhola                          | 2            | 1              |
| Supercopa da Espanha                            | 15           | 13             |
| Copa Eva Duarte                                 | 3            | 1              |
| Total Nacional                                  | 80           | 71             |
| Total                                           | 100          | 104            |